# Abdul Quader Molla
Abdul Quader Molla (en bengali, আব্দুল কাদের মোল্লা), né le 14 août 1948 et exécuté le 12 décembre 2013, était un chef islamiste bangladais, écrivain et homme politique du Bangladesh Jamaat-e-Islami, qui a été condamné à mort par pendaison par le Tribunal international des crimes (instauré par le gouvernement du Bangladesh) après avoir été reconnu coupable de crimes de guerre et de crime contre l'humanité. Des objections furent émises par les Nations unies, les gouvernements de plusieurs pays, et les organisations internationales des droits de l'homme,,, mais fut globalement soutenu par la population du Bangladesh,.

## Biographie

### Procès pour crimes de guerre
Dès le début de la manifestation Shahbag et du blackout des blogs, des blogueurs sont descendus dans la rue pour exiger la peine capitale contre Abdul Quader Molla. Au cours des manifestations, un auteur controversé, blogueur pro-Shahbag et activiste en ligne Sunnyur Rahman, populairement connu sous le nom de « Nastik Nobi » (Prophète athée) dans la communauté du blog, a été poignardé le 7 mars 2013. Un autre blogueur pro-Shahbag, Ahmed Rajib Haider, qui critiquait Jamaat-e-Islami, a été tué par quelques militants de Jamaat,. Le porte-parole du mouvement Shahbag, Imran H. Sharkar, a déclaré : « Hifazat-e-Islam cherche désespérément à contrecarrer le procès pour crimes de guerre et le processus d'interdiction du Jamaat-e-Islami. ».

### Verdict
Le Bangladesh a exécuté le leader islamiste Abdul Quader Mollah le 12 décembre 2013. Plus tôt dans la journée, un panel de cinq juges a rejeté l'appel de Mollah visant à faire réviser sa condamnation à mort, ouvrant ainsi la voie à son exécution. Les personnes qui s'étaient rassemblées devant la Cour suprême dans la capitale, Dacca, ont applaudi la décision des juges. « Il n'y a désormais aucun obstacle juridique à son exécution », a déclaré le procureur général Mahbubey Alam aux journalistes après la décision de la Cour.

## Sources
- (en) Cet article est partiellement ou en totalité issu de l’article de Wikipédia en anglais intitulé « Abdul Quader Molla » (voir la liste des auteurs).